# راسل تووی
راسل جرج تووی (انگلیسی: Russell George Tovey؛ زادهٔ ۱۴ نوامبر ۱۹۸۱) بازیگر انگلیسی است. وی بیشتر برای ایفای نقش گرگینه، جرج سندز در سریال تلویزیونی بی‌بی‌سی انسان بودن که پخش آن در سال ۲۰۰۸ آغاز شد، شناخته می‌شود.

## زندگی شخصی
راسل تووی آشکارا همجنسگرا است. در طول سال‌های نوجوانی، خانواده تووی در پذیرش گرایش جنسی او مشکل داشتند. اگرچه او می‌گوید زمانی که ۱۵ یا ۱۶ ساله بود با خود صحبت کرد، اما در ۱۸ سالگی نزد پدر و مادرش رفت. او از تووی می‌خواست که هورمون مصرف کند یا تحت درمان پزشکی دیگری قرار بگیرد تا مشکل را برطرف کند. تووی می‌گوید والدینش عمیقاً نگران احتمال ابتلای او به اچ‌آی‌وی بودند، که ممکن است به اختلاف نظر کمک کند. تولد ناتان برادرزاده تووی در اکتبر ۲۰۰۴ به آنها کمک کرد تا رابطه خود را اصلاح کنند. 
در سال ۲۰۱۵، تووی مورد انتقاد عمومی مطبوعات ال جی بی تی پلاس در رابطه با نظراتی بود که در مورد مردان همجنسگرای زنانه ارائه کرد. این بازیگر در مصاحبه خود با تام لامونت از آبزرور اظهار داشت که تحصیلاتش به او احساس می‌کند که «باید سخت‌تر شود» و ادامه داد: «اگر می‌توانستم آرامش داشته باشم، در اطراف شوخی کن. تو خیابون بخون، شاید الان یه آدم دیگه باشم." بسیاری از انتقادات بر آن چیزی متمرکز بود که به نظر می رسید یک انتقاد منفعل از مردان همجنسگرای زنانه است، با تووی گفت که "از پدرم به خاطر آن تشکر می کنم، که به من اجازه نداد راه را ادامه دهم." تووی بعداً به خاطر این اظهارات عذرخواهی کرد و پیشنهاد کرد که آنها نظرات او را منعکس نمی کنند.
گزارش شده است که تووی در اوایل سال ۲۰۱۶ با مربی راگبی استیو براکمن قرار می گیرد. آنها در فوریه ۲۰۱۸ نامزد کردند اما در ژوئن همان سال از هم جدا شدند. آنها در سال ۲۰۱۹ آشتی کردند و از ژانویه ۲۰۲۲ هنوز با هم هستند.

## فیلم‌ها

### فیلم
- دروغگوی خوب در نقش استیون
- ماپت‌ها: تحت تعقیب در نقش پستچی
- بانویی در ون در نقش مرد سمعکی
- افی گری در نقش جرج
- غرور در نقش تیم
- مجتمع مسکونیدر نقش پاول
- دزدان دریایی! گروهی از ناجورها در نقش دزد دریایی آلبینو
- لباس جدید پادشاه  در نقش مستخدم

### مجموعه تلویزیونی
- شرلوک در نقش هنری نایت قسمت: "The Hounds of Baskerville"
- انسان بودن در نقش جرج سندز (۲۴ قسمت)
- دکتر هو در نقش آلونزو فریم قسمت: "Voyage of the Damned" و قسمت: "The End of Time"
- پوآرو در نقش لیونل مارشال قسمت: "Evil Under the Sun"/ در نقش تریس رید قسمت: "Murder is Easy"
- در جستجو در نقش کوین متسون (۱۵ قسمت)
- شهر هالبی در نقش جروم هیبرت قسمت: "Borrowed Time" / در نقش آدام اسپنگلر قسمت: "Soft Centred"
- شاهد خاموشدر نقش جاش پالمر قسمت: "Kith and Kill" (۲ بخش)
- نیروی نهایی در نقش ویسل قسمت: "The Killing House"
- جنگجوهای آزادی: ری در نقش ری تریل (نقش اصلی)
- دوریت کوچکدر نقش جان چیوری (۱۰ قسمت)
- کوانتیکو در نقش هری دویل (دوره ای)
- مدیر شب در نقش سیمون اوگلیوی (۱ قسمت)
- فلش در نقش ری  قسمت: "Crisis on Earth-X, Part 3"
- سوپرگرل در نقش ری قسمت: "Crisis on Infinite Earths, Part 1"
- افسانه‌های فردا در نقش ری قسمت: "Crisis on Infinite Earths, Part 2"